# Ochlerotatus

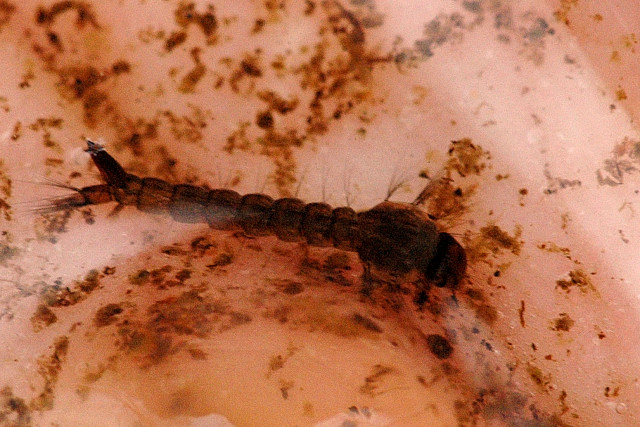
Die Larven der Untergattung Ochlerotatus sind auf das Leben im Wasser angewiesen.

Ochlerotatus ist eine Untergattung der Gattung Aedes aus der Familie der Stechmücken (Culicidae). In dieser Untergattung, die von 2000 bis 2015 als eigene Gattung galt, wurden viele Arten der Stechmücken zusammengefasst, die früher davor zur Gattung Aedes gezählt wurden. Im Juli 2015 wurde die Gattung Ochlerotatus wieder zur Untergattung der Gattung Aedes, die zahlreichen ehemaligen Untergattungen wurden zu Artengruppen.

## Merkmale
Die 14-gliedrigen Antennen sind nach vorne gerichtet, sie sind bei den Männchen büschelartig behaart, bei den Weibchen beborstet. Der Saugrüssel ist gerade nach vorn gerichtet. Die Taster sind sehr kurz. Die Hauptunterschiede zwischen den Gattungen Aedes und Ochlerotatus werden vom Bau der weiblichen und männlichen Geschlechtsorgane bestimmt. Einige Unterscheidungsmerkmale können bereits an den Larvenstadien und der Puppe festgestellt werden.

## Lebensweise
Wie bei den anderen Stechmücken-Gattungen saugen ausschließlich die Weibchen Blut, das sie für die Bildung ihrer Eier unbedingt benötigen. Vor der Aufnahme von Blut decken sie, wie auch die Männchen, ihren Energiebedarf durch Nektar und andere Pflanzensäfte.
Viele der Ochlerotatus-Arten sind Überträger von Krankheitserregern wie zum Beispiel dem West-Nil-Virus und daher für die Human- und Veterinärmedizin von Bedeutung.

## Systematik
Im Jahr 2000 wurde die Gattung Ochlerotatus durch John F. Reinert aus der sehr artenreichen Gattung Aedes  herausgelöst. Als Untergattung umfasste sie rund 180 Aedes-Arten. Als Gattung wurde sie anfangs auf 500 Arten erweitert, weil weitere Untergattungen von Aedes in die neue Gattung Ochlerotatus transferiert wurden. 

### Untergattungen
Ursprünglich wurden von John F. Reinert in seiner Publikation aus dem Jahr 2000 21 Untergattungen der Gattung Ochlerotatus in zwei Sektionen definiert.
Bei weiteren Untersuchungen stellte sich die Gattung jedoch als polyphyletisch heraus. 2004 wurden bei einer Revision der Tribus Aedini innerhalb der Unterfamilie Culicinae einige Untergattungen der Gattung Ochlerotatus aus der Sektion I und alle Untergattungen aus der Sektion II zu Gattungen erhoben. Zwischen 2006 und 2009 legte das Autorenteam John F. Reinert, Ralph E. Harbach und Ian J. Kitching drei weitere Arbeiten zur Phylogenetik der Aedini vor, in denen Anzahl und Umfang der Gattungen jedes Mal verändert und neue Untergattungen beschrieben wurden.

#### Untergattungen im Jahr 2000
Sektion I:
- Chaetocruiomyia
- Finlaya
- Geoskusea
- Halaedes
- Kenknightia
- Levua
- Macleaya
- Molpemyia
- Mucidus
- Nothoskusea
- Ochlerotatus
- Protomacleaya
- Pseudoskusea
- Rhinoskusea
- Rusticoidus
- Zavortinkius

Sektion II:
- Abraedes
- Aztecaedes
- Gymnometopa
- Howardina
- Kompia

#### Untergattungen im Jahr 2009
Nach der Revision von 2009 gab es 15 Untergattungen innerhalb der Gattung Ochlerotatus. Viele taxonomischen Datenbanken sind den Änderungen in der Systematik aber nicht gefolgt und Im Juli 2015 wurde die Gattung Aedes wie vor der Jahrtausendwende wiederhergestellt. Die Gattung Ochlerotatus wurde zu einer Untergattung, ihre Untergattungen zu Artengruppen.
- Buvirilia
- Chrysoconops
- Culicada
- Culicelsa
- Empihals
- Gilesia
- Juppius (Süd- und Ostafrika, Iran), auch als Caballus-Artengruppe bekannt[5]
  - Ochlerotatus caballus
  - Ochlerotatus chelli
  - Ochlerotatus juppi
- Ochlerotatus
- Lepidokeneon (Australien)
  - Ochlerotatus spilotus
  - Ochlerotatus stricklandi
  - Ochlerotatus turneri
- Pholeomyia
- Protoculex
- Protomacleaya
- Pseudoskusea
- Rusticoidus
- Woodius (holarktisch verbreitet)
  - Ochlerotatus intrudens
  - Ochlerotatus diantaeus

### Arten (Auswahl)
- Gattung Aedes, Untergattung Ochlerotatus
  - Aedes (Ochlerotatus) annulipes (Meigen, 1830)
  - Aedes (Ochlerotatus) cantans (Meigen, 1818)
  - Aedes (Ochlerotatus) leucomelas (Meigen, 1804)
  - Aedes (Ochlerotatus) punctor (Kirby, 1837)
  - Aedes taeniorhynchus (Wiedemann, 1821)
  - Aedes (Ochlerotatus) eatoni Edwards, 1916
  - Aedes (Ochlerotatus) echinus Edwards, 1920
  - Aedes (Ochlerotatus) geniculatus (Olivier, 1791)
  - Aedes (Ochlerotatus) krymmontanus (Alekseev, 1989)
  - Asiatische Buschmücke, Aedes japonicus (Theobald, 1901), in Europa als Neozoon verbreitet, heute in der Untergattung Hulecoeteomyia.

## Belege